# Råbjerg Sogn
Råbjerg Sogn er et sogn i Frederikshavn Provsti (Aalborg Stift).
Råbjerg Sogn hørte til Horns Herred i Hjørring Amt og var i 1800-tallet en selvstændig sognekommune. Den blev ved kommunalreformen i 1970 indlemmet i Skagen Kommune, som ved strukturreformen i 2007 indgik i Frederikshavn Kommune.
I Råbjerg Sogn ligger Råbjerg Kirke fra 1300-tallet, Ålbæk Kirke fra 1897 og herregården Gårdbogård.
I sognet findes følgende autoriserede stednavne:
- Bunken (bebyggelse)
- Bunken Klitplantage (areal)
- Gammel Gårdbo (bebyggelse)
- Gårdbo Sø (areal, ejerlav)
- Hedegrøft (vandareal)
- Heden (bebyggelse)
- Hedensted (bebyggelse)
- Hjortlund (bebyggelse)
- Husted Klit (areal)
- Hvideklit (areal)
- Hvidemose (bebyggelse)
- Hvims (bebyggelse)
- Jennet (bebyggelse)
- Klitlund (bebyggelse)
- Knasborg (bebyggelse)
- Kom-fage (bebyggelse)
- Kyk (bebyggelse)
- Kyllesbæk (bebyggelse)
- Lodskovvad (bebyggelse)
- Lodskovvad Mile (areal)
- Lynget (bebyggelse)
- Lyngshede (bebyggelse)
- Låddenhede (areal)
- Mølklitten (areal)
- Præstesø (vandareal)
- Råbjerg (bebyggelse)
- Råbjerg Mile (areal)
- Råbjerg Mose (areal)
- Råbjerg Plantage (areal)
- Skiveren (bebyggelse)
- Skovhedegård (bebyggelse)
- Slåbakken (areal)
- Sovkrog (bebyggelse)
- Sønderenge (areal)
- Sørig (bebyggelse, ejerlav)
- Troldkær (areal)
- Uggerhal (bebyggelse)
- Ålbæk (bebyggelse, ejerlav)
- Ålbæk Bugt (vandareal)
- Ålbæk Klitplantage (areal)